# Beli morski volk
Beli morski pes (znanstveno ime Carcharodon carcharias; imenovan tudi veliki beli morski pes ali beli morski pes) je izredno velik lamniformni morski pes, ki ga najdemo v obalnih vodah vseh oceanov. Z dolžino okrog 6 metrov in težo skoraj 2000 kilogramov je beli morski volk največja poznana plenilska riba na svetu. Je edina preživela vrsta iz rodu Carcharodon. So na vrhu prehranjevalne verige, ogrožajo jih le še ljudje in občasno orke.

## Razširjenost in življenjski prostor
Veliki morski volkovi živijo v skoraj vseh obalnih in odprtih vodah s temperaturo med 12 in 30 °C. Veliko jih je ob južni obali Avstralije, ob obali Južne Afrike, Kalifornije, otoka Guadeloupe in do neke mere tudi v Sredozemskem in Jadranskem morju. Gre za pelagično vrsto, opazovali ali zabeležili pa so jih predvsem v obalnih vodah v prisotnosti velikih količin plena, kot so tjulnji, morski levi, delfini, drugi morski psi in velike ribe kostnice. Opazili so jih tudi do globine 1280 metrov, največkrat pa se gibljejo blizu površine.

## Anatomija in izgled
Beli morski volk ima robustno torpedasto oblikovano telo s koničastim gobcem. Zgornji in spodnji reženj repne plavuti sta skoraj enako velika. Je bledo- do temnosive, na spodnji strani pa bele barve.
Beli morski volk ima bel trebuh in siv hrbet. Barva ga prikriva pred plenom, saj razpolavlja njegovo silhueto s strani. Od zgoraj se temna senca zliva z barvo morja.
Veliki morski volk ima tako kot mnogi drugi morski psi v več vrst razporejene trikotne, na robu nazobčane zobe, kar mu omogoča hitro nadomeščanje izgubljenih. Ti niso pritrjeni na čeljust in so tako kot kremplji pri mačkah retraktabilni, pokažejo pa se ob odprtju žrela. Poleg tega se lahko vrtijo okrog svoje osi (ob odprtem žrelu navzven, ob zaprtem navznoter). Povezani so s celicami, ki zaznavajo tlak in napetost. Pri trganju plena veliki morski volk s svojo glavo lateralno stresa in pri tem trga kose mesa z njega, zobje pa pri tem delujejo kot žaga.

### Velikost
Odrasel beli morski volk je povprečno dolg od 4 do 4,8 m in tehta od 680 do 1100 kg, samice pa so navadno večje kot samci. Veliko pa se razpravlja, ugiba in napačno trdi o največji mogoči velikosti.
Danes je večina strokovnjakov mnenja, da je »običajna« največja velikost belega morskega volka okrog 6 metrov, teža pa okrog 1900 kilogramov. Več desetletij so razna ihtiološka dela, kot tudi Guinnessova knjiga rekordov kot največja ujeta morska psa navajali naslednja primerka: 11 metrov dolg morski pes, ki so ga v 70. letih 19. stoletja ujeli v vodah južne Avstralije, in 11,3 metra dolg pes, ujet blizu New Brunswicka v Kanadi v 30. letih 20. stoletja. Vendar pa se je pozneje pokazalo, da so ti podatki napačni. Pogosta so poročila o velikosti med 7,5 in 10 metri, mnogi pa ugovarjajo tudi tem podatkom. Po mnenju akademskih strokovnjakov za morske pse Richarda Ellisa in Johna E. McCoskerja, ki sta leta 1991 v svoji knjigi The Great White Shark (1991) podrobno analizirala poročila o največji doseženi dolžini, so največji točni podatki o dolžini med 5,8 in 6,4 metri, v poljudni (ne pa znanstveni) literaturi pa poročajo tudi o morskih psih dolžine okrog 7 metrov. Dodajata še, da ti velikani, ko se jim poskuša približati odgovoren opazovalec z merilnim trakom, pogosto izginejo.
Pri tehtanju se postavlja še dodatno vprašanje: ali upoštevati tudi hrano, ki jo je beli morski volk zaužil? Ta lahko namreč k vsej teži prispeva več sto kilogramov. Po mnenju Ellisa in McCoskerja so teže do dveh ton popolnoma mogoče in tudi največji v sodobnem času znanstveno izmerjeni primerki so tehtali okrog dve toni. Največji beli morski volk je po podatkih Mednarodna zveza za ribolov (IGFA), ujet v vodah Avstralije leta 1959, tehtal 1208 kilogramov. Preverili so tudi podatke o nekaterih težjih morskih volkih, ki pa jih zaradi kršitve pravil IGFA ni uradno priznala.

## Prilagoditve
Veliki morski volk ima tako kot vsi morski psi posebno čutilo, Lorenzinijeve ampule, ki mu omogoča zaznavo elektromagnetnega polja, ki nastane ob gibanju živali. Ko se živo bitje premakne, ustvari električno polje. Beli morski volk lahko zazna tudi le polovico milijardinke volta, kar je enako zaznavi baterije žepne svetilke na razdalji 1600 kilometrov.
Za uspešnejši lov hitrega plena, kot so morski levi, so se pri poikilotermnem morskem psu razvile prilagoditve, ki mu omogočajo ohranjanje telesne temperature nad temperaturo vode, ki ga obliva. Ena od teh prilagoditev je »rete mirabile« (čudežno mrežje). To je preplet ven in arterij, ki potekajo ob bokih morskega psa in služi ohranjanju toplote, nastale ob mišičnem delu, s segrevanjem hladnejše arterijske krvi z vensko krvjo. Ob varčevanju z energijo (veliki morski volk je lahko več tednov brez hrane) pa se temperatura telesnega jedra lahko izenači s temperaturo okolice. Sposobnost velikega morskega volka pri segrevanju telesnega jedra je zgled gigantotermije. Tako imamo velikega morskega volka za endotermni poikilotermni organizem, saj njegova telesna temperatura ni konstantna, je pa uravnavana.

## Prehrana
Veliki morski volk se prehranjuje predvsem z ribami, manjšimi morskimi psi, želvami, delfini, trupli kitov in plavutonožci, kot so tjulnji in morski levi. Pogosto pogoltnejo tudi stvari, ki jih ne morejo prebaviti, npr. izpadle zobe ali biče morskih bičev. Morski volki, ki so daljši od 3,41 m, uživajo več mesa sesalcev.

## Vedenje
Na veliki oddaljenosti veliki morski pes locira svoj plen predvsem s posebnimi čutili (elektroreceptorji in mehanoreceptorji). Da gre res za hrano, se prepriča z vonjem in sluhom. Ko se plenu zelo približa, si pri napadu pomaga z vidom.
Sloves velikega morskega volka kot neusmiljenega plenilca je upravičen, vendar pa ne gre (kot so menili nekdaj) za »stroj, ki požre kar koli«. Navadno lovi iz »zasede«, in sicer zaplava pod plen in nato hitro napade iz globine s široko razprtim gobcem, pri tem pa si oči zaščiti s posebno mreno. Raziskave ob obali Južne Afrike so pokazale, da morski psi največkrat napadejo zjutraj, do dve uri po sončnem vzhodu. Razlog je v tem, da je morskega psa pri morskem dnu v tem času težko opaziti. V teh prvih dveh urah so napadi uspešni v okrog 55 % primerov, pozno zjutraj v 40 %, nato pa ti morski psi prenehajo loviti.
Tehnika zasede skupaj s sposobnostjo za doseganje velikih hitrosti in precejšnjo težo morskega volka pogosto povzroči, da tjulnje ob napadu rado vrže iz vode. Morski volk pogosto močno ugrizne in se nato umakne ter pusti plen, da izkrvavi. Ta tehnika mu omogoča, da se izogne boju z nevarnim plenom, kot so morski levi. Občasno je tudi omogočila rešitev ljudi, ki jih je napadel morski volk, zdi pa se, da gre pri napadih na ljudi običajno za pomoto.
Veliki morski pes je edini morski pes, ki pri opazovanju pogosto dvigne glavo nad površino. To vedenje je bilo opaženo tudi pri psih vrste Carcharhinus melanopterus, vendar naj bi pri teh šlo za vedenje, ki so se ga naučili v interakciji z ljudmi. Beli morski volk je zelo radovedna žival, ki lahko v ustreznih okoliščinah izrazi veliko mero inteligence in osebnosti.

### Napadi morskih psov
V zavesti ljudi se je veliki morski volk kot ljudožer bolj kot s katerim koli dokumentiranim napadom zasidral s filmom Stevena Spielberga Žrelo iz leta 1975.  Čeprav beli morski psi občasno res napadejo človeka, običajno ni njihov plen. Tako je bilo na primer: v Sredozemlju v zadnjih dveh stoletjih skupno 31 potrjenih napadov, od katerih jih je bilo zelo malo smrtnih. Večinoma je šlo za »preizkusni ugriz« iz radovednosti. Beli morski psi namreč preizkušajo tudi okus boj in drugih neznanih, na vodi plavajočih stvari. Tako lahko iz radovednosti zgrabijo tudi surfersko desko ali človeka. V nekaterih primerih naj bi šlo za zamenjavo silhuete kopalca ali surferja s tjulnjem. Mnogi napadi se namreč zgodijo ob slabi vidljivosti ali v drugih razmerah, ko so čutila morskega psa oslabljena.
Nekateri raziskovalci pa domnevajo, da število človeških žrtev ni nizko zaradi neokusnosti človeškega mesa, temveč ker se ljudje po prvem ugrizu pogosto rešijo iz vode. John McCosker je v 1980. letih ugotovil, da so beli morski volkovi solopotapljače pogosto vsaj delno požrli, potapljače s partnerjem pa so kolegi potegnili iz vode še pred nadaljnjim napadom morskega psa. Tricas in McCosker menita, da beli morski volkovi lovijo tako, da na začetku čim bolj poškodujejo plen, nato pa čakajo, da ta oslabi. Ker se človek s pomočjo kolegov lahko reši na kopno ali na ladjo, se napad izjalovi.
Po mnenju biologov Douglasa Longa in Tylerja B. so beli morski volkovi bistveno manjša grožnja, kot se na splošno meni. V ZDA je v zadnjih sto letih mnogo več ljudi umrlo zaradi ugriza psa kot zaradi napada morskega psa. Vendar pa je tovrstna mnenja potrebno postaviti v kontekst. Stik človeka s psom je namreč mnogo pogostejši kot stik človeka z belim morskim volkom.
Do danes so bili preizkušeni številni »repelenti morskih psov«: vonjave, oblačila itd. Zaenkrat se je kot najučinkovitejša izkazala elektronska naprava (POD). Ta okrog potapljača oz. surferja, ki jo nosi, ustvari zaščitno elektronsko polje, ki moti elektroreceptorske organe morskih psov.

## V popularni kulturi
- Beli morski volk je lik Bruce v risanem filmu Iskanje malega Nema (Finding Nemo).
- Belih morskih volkov je bilo več morskih psov iz risanega filma Kraljestvo morskega psa (Shark Tale)
- Morski psi v filmih Žrelo (Jaws).